# تیموتی نوکی
تیموتی نوکی (ایتالیایی: Timothy Nocchi؛ زادهٔ ۷ ژوئیهٔ ۱۹۹۰) بازیکن فوتبال اهل ایتالیا است.
از باشگاه‌هایی که در آن بازی کرده‌است می‌توان به باشگاه فوتبال یوونتوس، باشگاه فوتبال یووه استابیا، باشگاه فوتبال کارپی، باشگاه فوتبال پادوا، باشگاه فوتبال اسپتزیا، باشگاه فوتبال پرو ورچلی و باشگاه فوتبال پروجا اشاره کرد.